# Conductividad hidráulica
La conductividad hidráulica representa la mayor o menor facilidad con la que el medio deja pasar el agua a través de él por unidad de área transversal a la dirección del flujo. Tiene las dimensiones de una velocidad (L T-1) y modernamente se distinguen dos tipos: la conductividad hidráulica darciana o lineal, KD y la conductividad hidráulica turbulenta, KT.